# Le Trône de Cléopâtre
Pour les articles homonymes, voir Cléopâtre et Trône (homonymie).
Le Trône de Cléopâtre est un roman de science-fiction basé sur des faits historiques écrit par Annie Jay, paru en décembre 1996 aux éditions Hachette Jeunesse.

## Résumé
Tout commence lorsque des savants arrivent à inventer une machine à remonter le temps et décident de visiter l'Égypte de Cléopâtre.
Pour éviter qu'un des savants, Herbert, ne change l'histoire en empêchant la rencontre entre Cléopâtre VII et Jules César, l'équipe décide d'engager des êtres inconnus de lui pour l'attirer dans un piège.
Pour cela, ils choisissent Alex Boissieu, qui ressemble grandement à la souveraine, et Gabriel, pour sa grande connaissance de l'époque. Les deux jeunes gens se retrouvent donc propulsés dans le passé, l'un auprès du vainqueur de la Gaule, l'autre auprès de la reine d'Égypte, pour contrer les desseins d'Herbert afin que l'Histoire puisse suivre son cours normal. 
Du désert au palais, des tombeaux aux navires, de l'incendie de la grande Bibliothèque à la guerre entre Rome et Ptolémée, ils devront ensemble franchir toutes les épreuves pour mener à bien leur périlleuse mission.

## Personnages

### Personnages fictifs
- Alexandra Boissieu, dite Alex, est une jeune lycéenne, une vraie cancre, qui n'a rien de particulier si ce n'est sa ressemblance frappante avec la célèbre Cléopâtre. Elle est la fille d'une grande vedette, une animatrice de radio. Alex, « enfant à clé », est délaissée par ses parents divorcés.
- Gabriel est un jeune homme intelligent, surdoué, séduisant et doté de très beaux yeux turquoise, mais dans une position de fortune précaire, ce qui l'oblige à exercer la profession de « pion » dans le lycée d'Alex. Il l'appelle « Boissieu », elle l'appelle « Je-Sais-Tout ».
- Mme Valentine Berg est la responsable du transfert d'Alex et Gabriel en Égypte au temps de Cléopâtre. C'est également elle qui a rencontré Alex pour juger de sa capacité à accomplir cette mission.
- Herbert est l'un des scientifiques qui expérimenta le voyage chez Cléopâtre. Mais sa cupidité lui souffla que grâce à sa connaissance de l'avenir, il pourrait dominer le monde. Il refusa donc de rentrer au siècle présent. Il reste en Égypte et devient un des conseillers de Ptolémée sous le nom de Démétrios.
- Carole Lauriol est l'assistante de Mme Berg. C'est elle la première qui propose d'envoyer Alex dans le passé et qui la soutient face à l'opposition de sa supérieure.
- Max Walter est un membre de l'équipe des scientifiques. Il hypnotise Alex et Gabriel pour leur inculquer des connaissances de grec, latin, égyptien et syrien.

### Personnages historiques
- Cléopâtre VII, la plus célèbre des Cléopâtre de la dynastie des Ptolémées. Elle est la fille de Ptolémée XII, et l'épouse de son jeune frère Ptolémée XIII. Très intelligente, elle parle sept langues. Sans être belle, elle est possède un très grand charme et une voix de sirène. De plus, elle est la femme la plus riche du monde antique. Alliée à son compagnon romain Marc Antoine, elle se suicidera après avoir perdu la guerre contre Rome, afin d'échapper à Octave et à l'humiliation de la prison.
- Ptolémée XIII est l'époux et frère de Cléopâtre. Il est dominé par ses conseillers cupides et avides. Il se dresse contre sa sœur et meurt avec son armée en affrontant les troupes de Jules César lors de la Bataille du Nil.
- Jules César est le célèbre membre du premier triumvirat avec Crassus et Pompée. À la mort de celui-ci, il est le maître incontesté de Rome. Devenu l'amant de Cléopâtre, il en aura un fils, Césarion. Il meurt aux ides de mars -44, assassiné.
- Pothin est un eunuque, grand conseiller de Ptolémée XIII; mais ses conseils ne seront pas toujours très inspirés puisqu'ils attireront les foudres de César qui le mettra à mort.
- Arsinoé IV, sœur cadette de Cléopâtre, qu'elle remplace brièvement (trois ans) avant de finir exilé a Ephése , elle meurt assassinée par ordre de sa sœur. Son squelette fut découvert en 2007 et les résultats furent publiés officiellement en 2013.

## Cadre historique (48-47 avant Jésus-Christ)
César, exécuteur testamentaire du précédent roi, désire contrôler l'Égypte en mettant sous sa tutelle le jeune roi Ptolémée et sa sœur, la séduisante Cléopâtre. En effet, l'approvisionnement de Rome en blé dépend de l'Égypte. Or, Ptolémée ne compte pas régner avec Cléopâtre mais avec son autre sœur aînée Arsinoé IV  et rajoute une couche ennemi en assassinant Pompée, un des triumviri en guerre contre César. Les Égyptiens prennent parti pour Ptolémée et Arsinoé lorsqu'il fait pourchasser sa sœur(Cléopâtre) pour la tuer, car ils craignent que Rome ne les annexe. Ils assiègent donc le palais. Cléopâtre rejoint César, cachée dans un tapis. César est séduit par cette intelligente jeune femme. Une guerre urbaine commence : la Guerre d'Alexandrie opposant Cléopâtre et César contre Ptolémée, ses conseillers(Achille, Photins et Théodote ), Arsinoé et son précepteur Ganyméde. Par chance, des renforts arrivent de Syrie pour sauver les deux amants. C'est lors de cette guerre qui opposa Rome au partisans de Ptolémée qu'eut lieu le célèbre incendie d'Alexandrie durant lequel disparut la grande Bibliothèque. Cette guerre acharnée fera plus de 20 000 morts dont Ptolémée lui-même, lors de la bataille du Nil. Cléopâtre est donc reine d'Égypte et doit épouser son autre frère, le petit Ptolémée XIV âgé de 10 ans, tandis qu'Arsinoé est faites prisonnière par César.